# Обревиј
Обревиј (фр. Aubréville) насеље је и општина у североисточној Француској у региону Лорена, у департману Меза која припада префектури Верден.
По подацима из 2011. године у општини је живело 403 становника, а густина насељености је износила 13,9 становника/km². Општина се простире на површини од 28,99 km². Налази се на средњој надморској висини од 183 метара (максималној 301 m, а минималној 174 m).

## Демографија
| 1962. | 1968. | 1975. | 1982. | 1990. | 1999. | 2011. |
| ----- | ----- | ----- | ----- | ----- | ----- | ----- |
| 348   | 418   | 355   | 359   | 387   | 383   | 403   |

График промене броја становника у току последњих година